# Bilkapning
Bilkapning är en form av bilstöld som innebär att man går fram till en bil med förare i och genom hot om våld tvingar föraren att överlämna bilnycklarna och bilen. Bilisterna hotas ofta med handeldvapen, kniv eller slagträ. Bilkapning skiljer sig från flygplanskapningar, dels genom att kaparen själv tar kontroll över fordonet, vilket inte alltid är fallet vid flygplanskapning där det många gånger är piloten som tvingas köra till en viss destination, och dels genom att bilkaparen sällan har ett politiskt motiv.
Fenomenet förekommer främst i storstäder, och det är vanligt att gärningsmännen slår till då trafikljusen slår över för till rött för motorfordon, eller vid obemannad bensinstation.
Bilkapningar har förekommit länge, men ökat sedan 1990-talet, vilket många gånger ses som ett resultat av de ökade säkerhetssystemen i nyare bilar, som försvårar så kallad "traditionell" bilstöld, där man stjäl parkerade bilar i garage eller på parkeringsplats då ingen annan är i närheten.

## Bilkapningar i världen

### Storbritannien
I Storbritannien bestraffas bilkapningarna under lagen Theft Act 1968.

### Sverige
Efter att ha varit vanligt i USA några år tidigare blev fenomenet alltmer vanligt i Sverige, då det främst dök upp på orter som Göteborg och Stockholm kring 2001–2002.

### Sydafrika

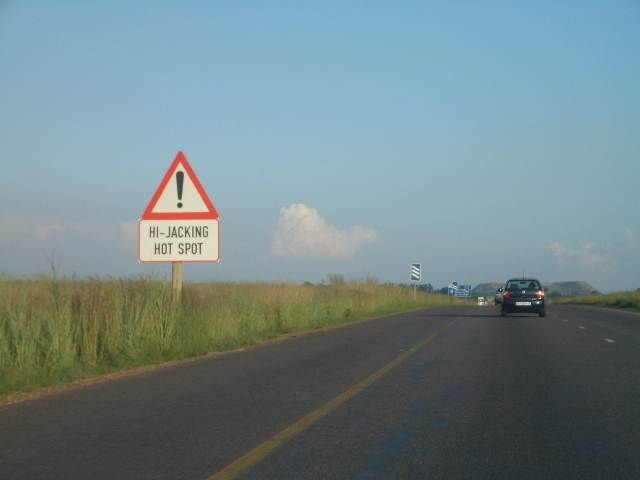
Sydafrika 2005, skylten varnar för bilkapare.

I Sydafrika är bilkapningar ett stort problem, och det finns vägmärken som varnar föraren. I början av 2024 konstaterades att våldsbrott, däribland bilkapningar, ökade under landet.

### USA
I USA klassades bilkapning 1992 som ett federalt brott. Läget var som värst vid 1990-talets mitt, då en våg drog fram i framför allt Kalifornien.

## Historia
Den första berömda bilkapningen inträffade i mars 1912. Bonnotgänget gav sig på en bil av märket Dion Bouton i Senartskogen mellan Paris och Lyon i Frankrike. Passagerarna dödades.

## Bilkapningar i populärkultur
Datorspel som Grand Theft Auto, Driv3r och Mercenaries: Playground of Destruction innehåller bilkapningar som en del av spelet, vilket kritiserats från många håll och väckt frågan hur många gånger ungdomar som utför bilkapningar blivit inspirerade från dessa spel.